# Pont Général Seyni Kountché
Le pont Général Seyni Kountché est le 3ᵉ pont construit à Niamey sur le Niger. Inauguré en 2021, il relie les quartiers du 5ᵉ arrondissement de la ville.

## Historique
Inauguré le 18 février 2021 grâce au financement de la République populaire de Chine, il est le troisième pont sur le fleuve Niger à Niamey. Il porte le nom Seyni Kountché, ancien chef d'État du Niger.

## Description

### Situation géographique
Il est situé dans la ville de Niamey dans le 5e arrondissement, sur la rive droite du Niger et relie les quartiers Goudel, Koira kana et Lossogoungou dans le 1er arrondissement de Niamey.

### Caractéristiques techniques
Il est financé à près de 50 milliards de FCFA. Sa longueur est de 928 mètres.

## Autres franchissements du fleuve
Un deuxième  pont est inauguré le vendredi 18 mars 2011. Le pont de l'amitié Chine-Niger est long de 2,25 km, large de 23 mètres, pour un coût global de plus de 25 milliards de FCFA.